# 李捷 (围棋)
李捷（1981年—），中国江苏南京人，现美国律师兼业余围棋棋手，美国围棋协会不分区理事。2007年第20届富士通杯世界職業圍棋錦標賽本赛负于依田纪基。2008年第一届世界智力运动会围棋比赛进入个人公开赛四分之一决赛。2009年第22届富士通杯负于羽根直树九段。2010年第23届富士通杯负于朴文垚五段。2011年代表美洲联队参加世界智力精英运动会。